# San Matías Tlalancaleca
San Matías Tlalancaleca è una municipalità dello stato di Puebla, nel Messico centrale, il cui capoluogo è la località omonima.
Conta 19.310 abitanti (2015) e ha una estensione di 51,50 km².
Il nome Tlalancaleca della località	in lingua nahuatl significa case sotterranee.